# Irvine, Kalifornija
Irvine je grad u američkoj saveznoj državi Kaliforniji. Prema procjeni iz 2009. godine ima 212.793 stanovnika. Leži 60 km jugoistočno od Los Angelesa te manje od 10 km od pacifičke obale. Irvine je planirani grad, poput Brazilije: nastao je 1960-ih i 1970-ih kao djelo tvrtke za nekretnine Irvine Company, a status grada je stekao 1971. godine (tada je imao oko 10.000 stanovnika).
Grad se u SAD-u smatra vrlo poželjnim mjestom za život te bilježi veliki prirast stanovništva, zbog uglednih škola, kvalitetnih uvjeta stanovanja i brojnih radnih mjesta, kao i najniže stope kriminala u SAD-u za gradove preko 100.000 stanovnika. Poznat je kao sveučilišni grad te kao sjedište brojnih korporacija, posebice iz tehnološkog sektora.

## Vanjske poveznice
- Službena stranica (engl.)

### Ostali projekti
|  | Zajednički poslužitelj ima još gradiva o temi Irvine, Kalifornija |